# Kirill Nikolajewitsch Afanasjew
Kirill Nikolajewitsch Afanasjew (russisch Кирилл Николаевич Афанасьев; * 22. Januarjul. / 4. Februar 1909greg. in Oranienbaum, Russisches Kaiserreich; † 29. März 2002 in Moskau) war ein sowjetisch-russischer Architekt, Stadtplaner, Kunsthistoriker, Hochschullehrer und Gründungsmitglied der Union der Architekten der UdSSR. Während seines Studiums konstruktivistischen Ideen verpflichtet, änderte sich sein Stil in den 1930er Jahren zum Sozialistischen Klassizismus. 

## Leben
Kirill Afanasjew wurde 1909 als Sohn eines Offiziers der Kaiserlichen Russischen Armee geboren. 
1918 zog er nach Moskau. Afanasjew begann sein Studium an der Schule für Malerei, Skulptur und Architektur (USchWS) und anschließend an den Zweiten Freien Werkstätten (SGChM) in Moskau. Er studierte bis 1930 an der WChUTEMAS (ab 1927 WChUTEIN genannt) in Moskau im Atelier von Alexander Wesnin. Afanasjew war in dieser Zeit Mitglied der OSA. Während und nach seinem Studium arbeitete er im Atelier von Moissei Ginsburg. 1932 wechselte er in die Werkstatt Nr. 1 des Mossowjet unter Iwan Scholtowski.

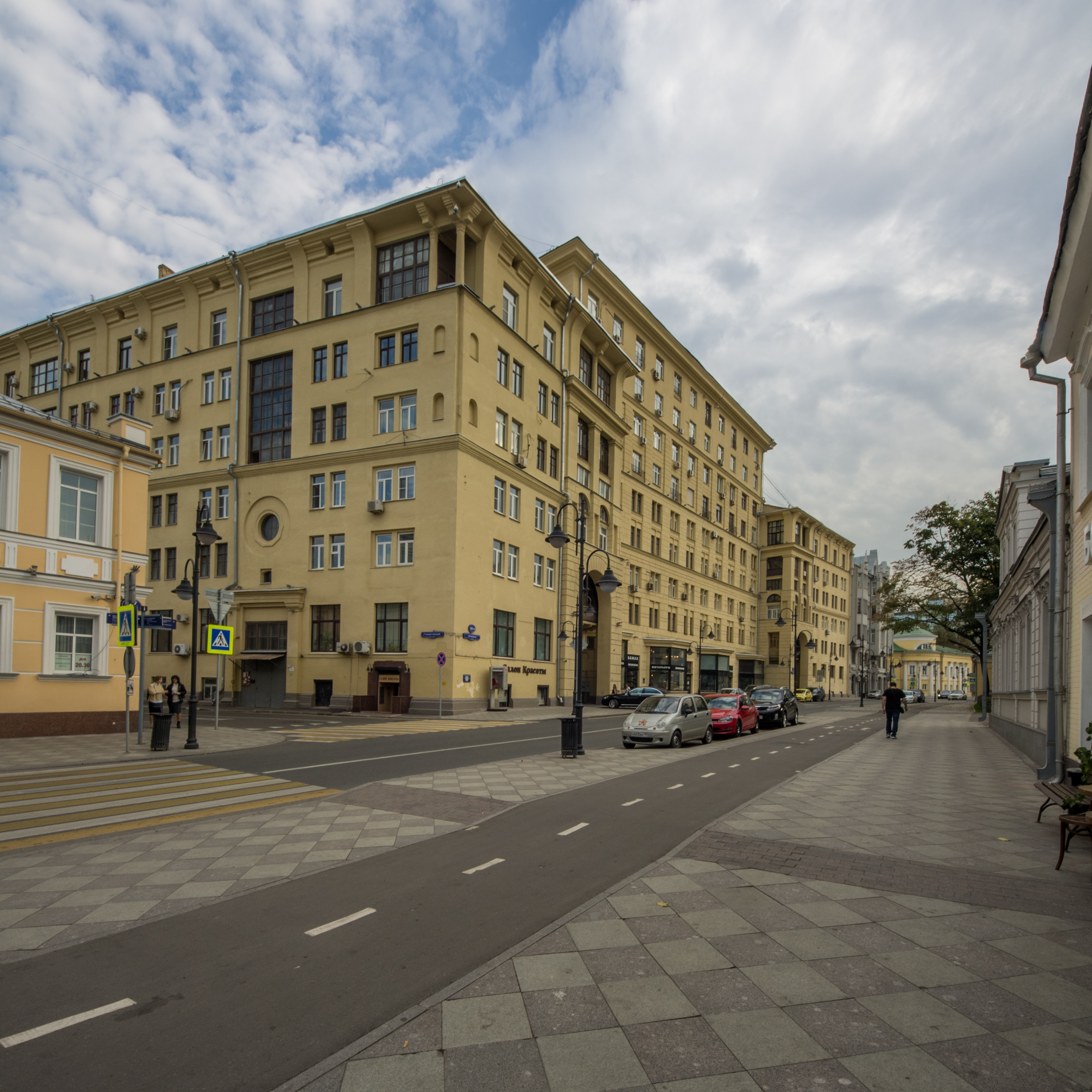
Wohngebäude für die Firma Geodesija

1934 bis 1938 wurde unter seiner Leitung ein Wohngebäude für die Firma Geodesija (Pjatnizkaja-Straße 59, Moskau) errichtet. In den 1930er Jahren errichtete er ein Gebäude für das Staatliche Pädagogische Institut Jaroslawl. Ebenfalls in den 1930er Jahren war er am Bau der Stadt Dwigatelstroi beteiligt. Ab 1935 war er Professor am Moskauer Architektur-Institut.
Während des Zweiten Weltkriegs beschäftigte er sich mit dem Wiederaufbau der von den Deutschen befreiten Städte.
Nach dem Krieg arbeitete er am Institut für Geschichte und Theorie der Architektur der Akademie für Bauwesen und Architektur der UdSSR und war am Wiederaufbau verschiedener Städte beteiligt. Ab 1954 war er Doktor für Kunstgeschichte. 1955 war er Gründungsmitglied der Union der Architekten der UdSSR.
Er starb 2002 und wurde auf dem Golowinski-Friedhof beerdigt.

## Werke
- Wohngebäude für die Firma Geodesija, Moskau (1934–38)

## Schriften
- Построение архитектурной формы древнерусскими зодчими. Moskau 1961.
- Ideen, Projekte, Bauten. Sowjetische Architektur 1917/32. VEB Verlag der Kunst, Dresden 1972.
- А. В. Щусев. Moskau 1978.